# Confédération internationale du travail
Pour les articles homonymes, voir CIT.
La Confédération Internationale du Travail (CIT) (en anglais International Confederation of Labor) est une fédération syndicale internationale composée de Syndicats de travailleuses et travailleurs d'origines anarcho-syndicaliste et/ou syndicaliste révolutionnaire. La CIT a été fondée en mai 2018 à Parme, avec des participants provenant de seize nations et régions. La plupart des syndicats adhérents de l'internationale sont d'anciens membres de l'Association internationale des travailleurs (IWA-AIT), qui a éclaté en 2016.

## Objectifs
Le but premier de la CIT est de permettre à ses syndicats de partager l'organisation de nouvelles tactiques et stratégies. Par exemple, l'organisation de «  grèves sauvages, blocages routiers et autres moyens de résistances imaginatifs » (wildcat strikes, road blockades and other imaginative acts of resistance). On peut mentionner plus spécifiquement, l’expérience de la grève de prisonniers organisée par le Comité d'organisation des travailleurs incarcérés (en) (IWOC) de l'IWW. À ce stade la CIT cherche à élargir son adhésion pour inclure le Moyen-Orient, l'Amérique centrale, l'Amérique du Sud et l'Afrique du Nord.

## Syndicats participants
Les syndicats qui prennent part à la fondation de la Confédération à Parme, le 13 mai 2018, sont principalement des syndicats appartenant auparavant à l'AIT, comme la CNT-e, l'USI et la FAU, mais aussi des syndicats appartenant à la Coordination rouge et noire, comme l'IP et l'ESE,.
| Pays                | Syndicat                                                           | Statut      | Acronyme |
| ------------------- | ------------------------------------------------------------------ | ----------- | -------- |
| Espagne             | Confederación Nacional del Trabajo                                 | Membre      | CNT      |
| Italie              | Unione Sindacale Italiana                                          | Membre      | USI      |
| États-Unis & Canada | Industrial Workers of the World                                    | Membre      | IWW      |
| Grèce               | Eλευθεριακή Συνδικαλιστική Ενωση                                   | Membre      | ESE      |
| Argentine           | Federación Obrera Regional Argentina                               | Membre      | FORA     |
| Pologne             | Inicjatywa Pracownicza (en)                                        | Membre      | IP       |
| Allemagne           | Freie Arbeiterinnen- und Arbeiter-Union                            | Membre      | FAU      |
| France              | Confédération nationale du travail                                 | Membre      | CNT-F    |
| Brésil              | Federação das Organizações sindicalistas Revolucionárias do Brasil | Observateur | FOB      |
| Belgique & Pays-Bas | Vrije Bond (en)                                                    | Observateur | VB       |
| Allemagne           | Gefangenen Gewerkschaft-Bundesweite Organisation                   | Observateur | GG/BO    |
| Royaume-Uni         | United Voices of the World (en)                                    | Observateur | UVW      |